# 드 하빌랜드 모스키토

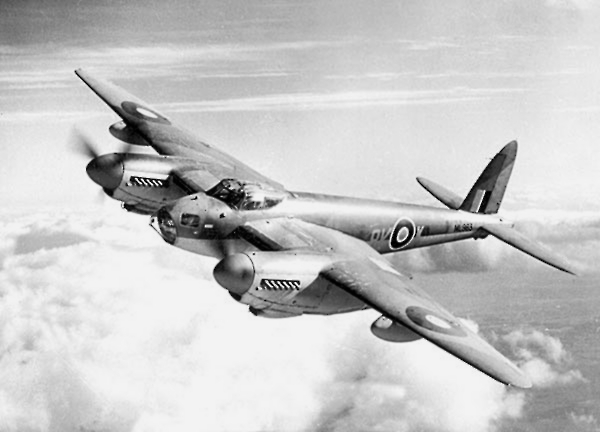

모스키토(de Havilland Mosquito)는 제2차 세계 대전 당시 영국 공군의 대표적인 경폭격기로, 군용기 역사에 걸작으로 남아 있는 비행기이다. 드 하빌랜드 사에서 드 하빌랜드 알바트로스처럼 목재로 만들었는데, 처음에는 영국 공군이 전금속제 폭격기를 요구하여서 생산되지 못했지만 제2차 세계대전이 발발하자 영국 공군에서는 이 기체를 주문했다. 경폭격기를 목적으로 개발되었지만, 개발 후 테스트 과정에서 속력, 항속거리, 기동성이 전문 전투기와 대등한 공중전을 벌일 정도로 좋은 성능을 보여 영국 공군을 놀라게 하였다. 정찰과 폭격선도기 등 다양한 임무에 투입되었다.

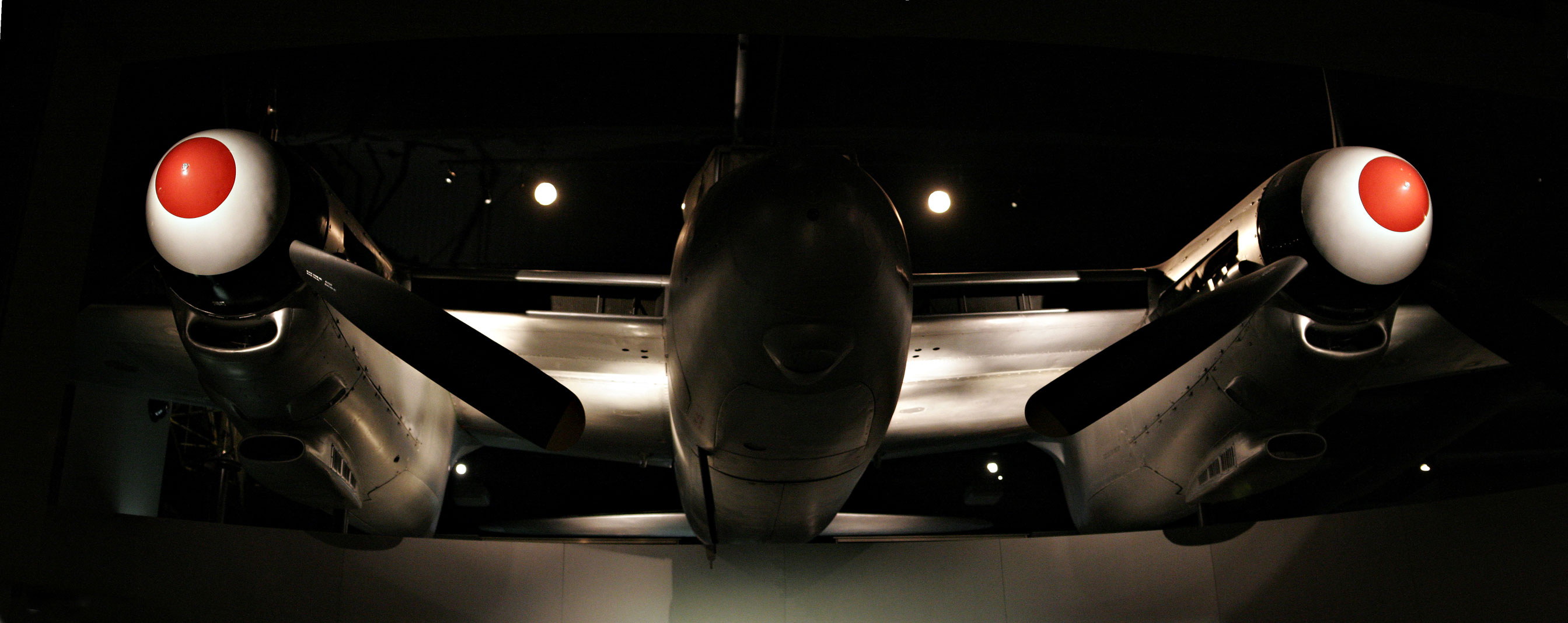
오스트레일리아 전쟁기념관에서 전시 중인 모스키토 경폭격기

## 제원
일반 사항

De Havilland Mosquito

- 승무원 : 2명 (조종사와 폭격수 겸 항법사)
- 길이 : 13.57m
- 날개 폭 : 16.52m
- 높이 : 5.3 m
- 날개 면적 : 42.18 m
- 빈 상태 중량 : 6,490 kg
- 최대 중량 : 8,210kg
- 최대 이륙 중량 : 11,350 kg
- 엔진 : 롤스로이스 멀린 76/77 (왼쪽/오른쪽) 수냉식 12기통 1,710 hp (1,275 kW) X 2

성능
- 최대 속도 : 고도 8,535m에서 668km/h
- 항속 거리 : 2,400 km (무장을 최대한 탑재)
- 실용 상승 한도 : 11,280 m
- 상승 속도 : 초당 14.5m

무장
- 폭탄 1.8톤
- 4문 × 20 mm 히스파노 Mk.II 기관포(F형 및 NF형)
- 4정 × .303 in (7.7 mm) 브라우닝 기관총 (F형 및 NF형)
- 기수 1문 × 57 mm 포 (FB XVIII가 유일함)
- 8x 27 kg) 로켓탄

전자장비
- AI Mk IV, VIII or X radar (NF 파생형)
- GEE 무선항법시스템

## 사용국
- 뉴질랜드 공군 (RNZAF)
- 미국 공군 (USAAF)
- 영국 공군 (RAF) : 개발국이기도 함
- 오스트레일리아 공군 (RAAF)
- 이스라엘 공군
- 캐나다 공군 (RCAF)

## 같이 보기
- 융커스 Ju 88
- 키102
- 록히드 P-38 라이트닝
- 투폴레프 Tu-2